# 2626 Belnika
A 2626 Belnika (ideiglenes jelöléssel 1978 PP2) a Naprendszer kisbolygóövében található aszteroida. Nyikolaj Sztyepanovics Csernih fedezte fel 1978. augusztus 8-án.